# ليون جو
ليون جو (بالإنجليزية: Leon Joe)‏ هو لاعب كرة القدم الكندية أمريكي، ولد في 26 أكتوبر 1981 في زينيا في الولايات المتحدة.

## وصلات خارجية
- ليون جو على موقع مرجع كرة القدم المحترفة.كوم (الإنجليزية)
- ليون جو على موقع JustSportsStats.com (الإنجليزية)